# شاهزاده مارتا از کاختی
مارتا یک شاهزاده خانم گرجی از سلسله باگراتیونی و از همسران شاه عباس اول بود. او در سال ۱۶۰۴ میلادی به عقد شاه در آمد و در سال ۱۶۱۴ از او طلاق گرفت.
مارتا دختر داویت اول از همسرش کتوان، دختر آشوتان اول، شاهزاده موخرانی بود.